# Andorra a 2016. évi téli ifjúsági olimpiai játékokon
Andorra a norvégiai Lillehammerben megrendezett 2016. évi téli ifjúsági olimpiai játékok egyik részt vevő nemzete volt. Az ország a játékokon 2 sportágban 2 sportolóval képviseltette magát, akik érmet nem szereztek.

## Alpesisí

### Fiú
| Versenyző            | Versenyszám            | 1. futam | 1. futam | 2. futam | 2. futam | Összesen | Összesen |
| Versenyző            | Versenyszám            | Idő      | Hely.    | Idő      | Hely.    | Idő      | Hely.    |
| -------------------- | ---------------------- | -------- | -------- | -------- | -------- | -------- | -------- |
| Albert Perez Fabrega | Műlesiklás             | 51,95    | 18.      | 52,19    | 21.      | 1:44,14  | 18.      |
| Albert Perez Fabrega | Óriás-műlesiklás       | Kiesett  | Kiesett  | Kiesett  | Kiesett  | Kiesett  | Kiesett  |
| Albert Perez Fabrega | Szuperóriás-műlesiklás |          |          |          |          | 1:13,44  | 26.      |
| Albert Perez Fabrega | Összetett              | 1:14,84  | 31.      | Kizárták | Kizárták | Kizárták | Kizárták |

## Sífutás

### Lány
| Versenyző          | Versenyszám       | Selejtező | Selejtező | Negyeddöntő | Negyeddöntő | Elődöntő | Elődöntő | Döntő   | Döntő   |
| Versenyző          | Versenyszám       | Idő       | Hely.     | Idő         | Hely.       | Idő      | Hely.    | Idő     | Hely.   |
| ------------------ | ----------------- | --------- | --------- | ----------- | ----------- | -------- | -------- | ------- | ------- |
| Carola Vila Obiols | 5 km              |           |           |             |             |          |          | 15:28,6 | 34.     |
| Carola Vila Obiols | Klasszikus sprint | 3:59,21   | 35.       | Kiesett     | Kiesett     | Kiesett  | Kiesett  | Kiesett | Kiesett |
| Carola Vila Obiols | Szabad stílusú    | 4:20,25   | 40.       |             |             | Kiesett  | Kiesett  | Kiesett | Kiesett |